# Круммендік
Круммендік (нім. Krummendiek) — громада в Німеччині, розташована в землі Шлезвіг-Гольштейн. Входить до складу району Штайнбург. Складова частина об'єднання громад Ітцего-Ланд.
Площа — 1,78 км2. Населення становить 75 ос. (станом на 31 грудня 2020).

## Галерея

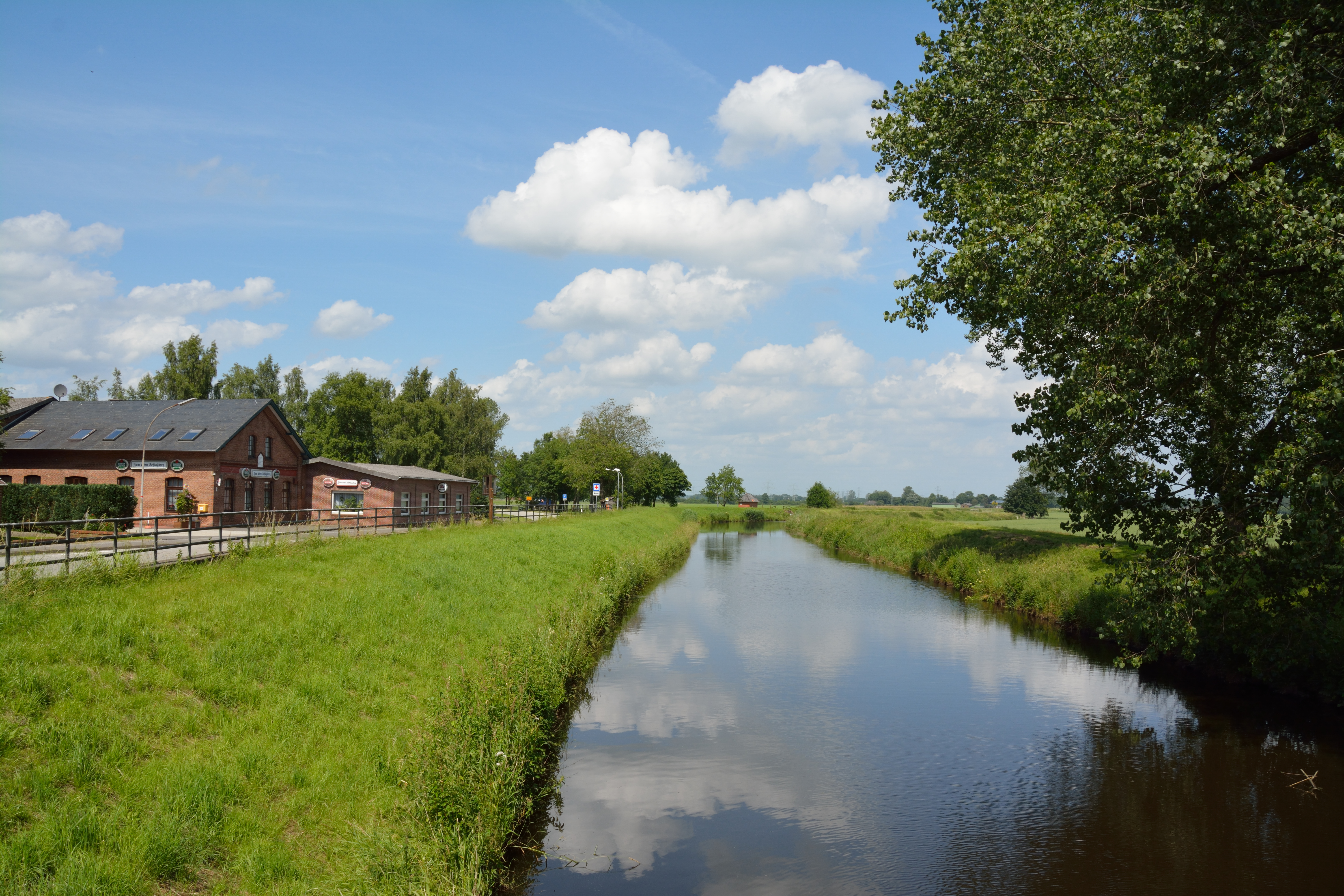
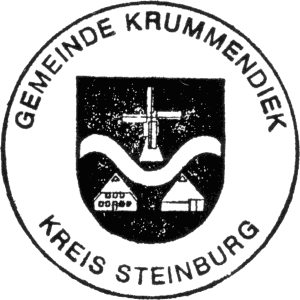